# Pemba (Mozambico)
Pemba (già Porto Amelia fino al 1975) è una città del Mozambico, situata sulla costa orientale e capitale della provincia di Cabo Delgado, che costituisce l'estremità settentrionale del Paese, al confine con la Tanzania.

## Storia
Fu fondata dalla compagnia commerciale Niassa, tutelata dal Regno di Portogallo, nel 1857 e battezzata Porto Amelia, in onore della regina consorte Amelia d'Orléans (ultima regina di portogallo).
Oggi Pemba è una meta turistica importante in Mozambico, e attorno al centro principale stanno sorgendo numerose località balneari già rinomate, come Praia de Wimbe (o Wimbi) e Praia do Farol; da queste spiagge la barriera corallina si può raggiungere a nuoto oppure a piedi in caso di bassa marea.  
La città si affaccia sull'Oceano Indiano e in particolare sulla baia di Pemba, la terza più grande baia del mondo dopo quella di Sydney (Australia) e Guanabara (a Rio de Janeiro, Brasile). Nei pressi della città si trovano laboratori che vendono articoli di artigianato locale, come sculture e incisioni in legno e avorio. L'aeroporto di Pemba serve anche i numerosi turisti diretti alle isole Quirimbas e al parco nazionale delle Quirimbas. 

## Amministrazione

### Gemellaggi
- Reggio Emilia